# شيء ما شرير يأتي من هذا الطريق (فلم)
شيء ما شرير يأتي من هذا الطريق  (بالإنجليزية: Something Wicked This Way Comes) هو فيلم إثارة صدر في سنة 1983. الفيلم من كتابة راي برادبري.

## بطولة
- جيسون روباردس
- بام غرير

## الميزانية والإيرادات
بلغت تكلفة إنتاج الفيلم حوالي 19,000,000 دولار بينما حقق أرباحا تقدر بـ 8,400,000 دولار.

## وصلات خارجية
- مقالات تستعمل روابط فنية بلا صلة مع ويكي بيانات

1. ↑  "معلومات عن شيء ما شرير يأتي من هذا الطريق (فيلم) على موقع filmaffinity.com". filmaffinity.com. مؤرشف من الأصل في 2021-05-14.
2. ↑  "معلومات عن شيء ما شرير يأتي من هذا الطريق (فيلم) على موقع ui.eidr.org". ui.eidr.org. مؤرشف من الأصل في 2021-11-07.
3. ↑  "معلومات عن شيء ما شرير يأتي من هذا الطريق (فيلم) على موقع ssl.ofdb.de". ssl.ofdb.de. مؤرشف من الأصل في 2021-11-07.